# Warren John Kanu
Warren John Kanu (ur. 1 stycznia 1983 we Freetown) – sierraleoński piłkarz grający na pozycji środkowego pomocnika. W swojej karierze rozegrał 8 meczów w reprezentacji Sierra Leone.

## Kariera klubowa
Swoją karierę piłkarską Kanu rozpoczął w klubie Mighty Blackpool FC. W sezonie 2001/2002 zadebiutował w jego barwach w pierwszej lidze sierraleońskiej. Grał w nim do końca sezonu 2004/2005. W 2005 roku wyjechał na Cypr Północny i w latach 2005-2008 był zawodnikiem Bostancı Bağcıl TSK. W sezonie 2008/2009 grał w Küçük Kaymaklı Türk SK, a w 2009 roku w amerykańskim Cleveland City Stars. W sezonie 2010/2011 był zawodnikiem najpierw Bostancı Bağcıl TSK, z którym został wicemistrzem Cypru Północnego, a następnie Mağusa Türk Gücü SK.

## Kariera reprezentacyjna
W reprezentacji Sierra Leone Kanu zadebiutował 17 czerwca 2007 w przegranym 0:6 meczu kwalifikacji do Pucharu Narodów Afryki 2008 z Mali, rozegranym w Bamako. Od 2007 do 2008 wystąpił w kadrze narodowej 8 razy.